# Aikido
Aikidō (Nhật: 合気道 (Hợp khí đạo) phát âm tiếng Nhật: [aikiꜜdoː]) là một môn võ thuật Nhật Bản hiện đại được phát triển bởi Ueshiba Morihei như một sự tổng hợp các nghiên cứu võ học, triết học và tín ngưỡng tôn giáo của ông. Aikido thường được dịch là "con đường hợp thông (với) năng lượng cuộc sống" hoặc "con đường của tinh thần hài hòa". Mục tiêu của Ueshiba là tạo ra một nghệ thuật mà các môn sinh có thể sử dụng để tự bảo vệ mình trong khi vẫn bảo vệ người tấn công khỏi bị thương. Các kĩ thuật của Aikido bao gồm: irimi (nhập thân), chuyển động xoay hướng (tenkan - chuyển hướng đà tấn công của đối phương), các loại động tác ném và khóa khớp khác nhau.
Aikido chủ yếu xuất phát từ môn võ Daitō-ryū Aiki-jūjutsu, nhưng bắt đầu tách ra từ nó vào cuối những năm 1920, một phần do sự liên quan của Ueshiba với tôn giáo Ōmoto-kyō. Những tài liệu của những môn sinh ban đầu của Ueshiba ghi lại tên gọi môn võ là aiki-jūjutsu. Các môn sinh cấp cao của Ueshiba có những cách tiếp cận khác nhau với Aikido, phụ thuộc phần nào vào thời gian họ học tập với ông. Ngày nay, Aikido hiện diện trên khắp thế giới trong một số phong cách, với phạm vi giải thích và nhấn mạnh rộng rãi. Tuy nhiên, tất cả các phong cách này đều có chung nguồn gốc từ các kỹ thuật do Ueshiba xây dựng và hầu hết đều quan tâm đến sự an toàn của người tấn công.

## Từ nguyên và triết lý

Aikidō (Hợp khí đạo) viết bằng Kanji (Hán tự) với chữ "khí" ở dạng Cựu tự thể

Aikidō được viết bởi ba kanji (chữ Hán):
- Hợp 合 - ai: hòa hợp
- Khí 気 - ki: tinh thần
- Đạo 道 - dō: đạo, con đường

Thuật ngữ aiki gần như không xuất hiện trong tiếng Nhật ngoài phạm vi của budō, chính điều này đã dẫn đến nhiều cách giải thích của từ aikidō này.
合 được sử dụng chủ yếu trong các từ ghép, mang nghĩa 'kết hợp, hợp nhất, nối kết với nhau, gặp nhau', ví dụ như 合同 (gōdō - kết hợp/hợp nhất), 合成 (gōsei - sự tổng hợp), 結合 (ketsugō - hợp nhất/kết hợp/liên kết với nhau), 連合 (rengō - liên hiệp/đồng minh/đoàn thể), 統合 (tōgō - kết hợp/thống nhất), và 合意 (gōi - thoả thuận). Có một nét nghĩa của nó nói về sự tương trợ lẫn nhau, như 知り合う (shiriau - quen biết ai đó), 話し合い (hanashiai - nói chuyện/thảo luận/thương lượng), và 待ち合わせる (machiawaseru - gặp nhau theo kế hoạch).
気 thường được sử dụng để mô tả một cảm giác, như trong câu X気がする (X ki ga suru - 'Tôi cảm thấy X', như với một suy nghĩ nhưng với suy đoán nhận thức ít hơn), và 気持ち (kimochi - cảm xúc/cảm giác); nó được dùng để chỉ năng lượng hoặc sức mạnh, như trong 電気 (denki - điện) và 磁気 (jiki - từ tính); nó cũng có thể đề cập đến phẩm chất hay khía cạnh của con người hay vật thể, như trong 気質 (kishitsu - tinh thần/tính trạng/tính khí).
Thuật ngữ dō cũng được tìm thấy trong võ thuật như judo và kendo, và trong các loại hình nghệ thuật không phải võ thuật khác, chẳng hạn như nghệ thuật thư pháp Nhật Bản (shodō), nghệ thuật cắm hoa (kadō) và nghệ thuật thưởng trà (chadō hoặc sadō).
Vì thế, từ một cách diễn giải nghĩa đen thuần túy, aikido là "con đường kết hợp các sức mạnh", trong đó thuật ngữ aiki dùng để chỉ nguyên lý hoặc chiến thuật võ thuật về việc hòa hợp với hành động của người tấn công nhằm mục đích kiểm soát hành động của họ với nỗ lực tối thiểu. Một người áp dụng aiki bằng cách hiểu được nhịp điệu và ý định của kẻ tấn công để tìm vị trí và thời điểm tối ưu để áp dụng một kỹ thuật phản đòn.

## Lịch sử

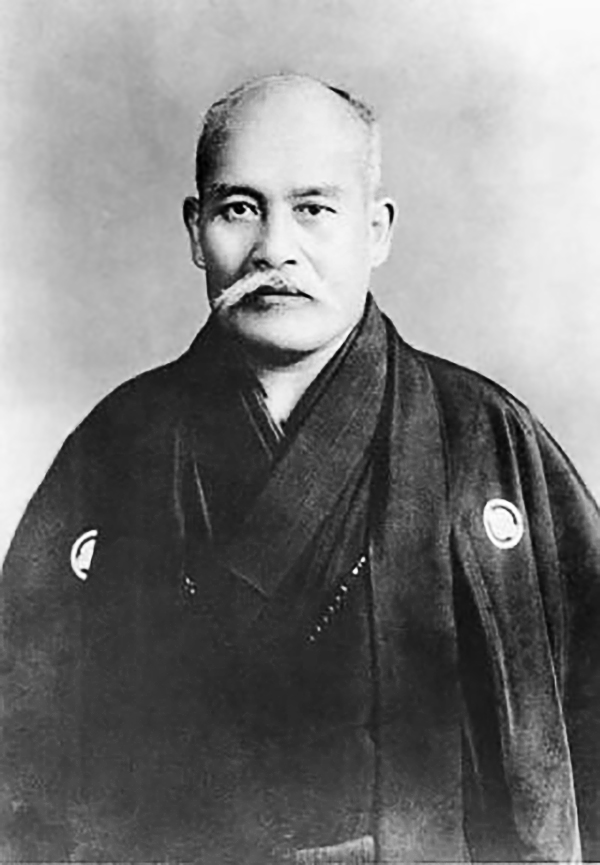
Ueshiba tại Tokyo năm 1939

Aikido được sáng lập bởi Ueshiba Morihei (植芝 盛平, 14 tháng 12 năm 1883 – 26 tháng 4 năm 1969), được các võ sinh coi là Ōsensei (Người thầy vĩ đại). Khái niệm aikido được đặt ra trong thế kỷ XX. Ueshiba hình dung Aikido không chỉ là sự tổng hợp của việc luyện tập võ thuật của ông, mà còn bộc lộ triết lý riêng của Ueshiba về hòa bình và hòa hợp trên thế giới. Trong suốt cuộc đời của Ueshiba và tiếp tục cho đến ngày nay, Aikido đã phát triển từ khái niệm aiki mà Ueshiba nghiên cứu thành những thể hiện cực kì đa dạng của các võ sư khác nhau trên toàn thế giới.

### Sự phát triển ban đầu

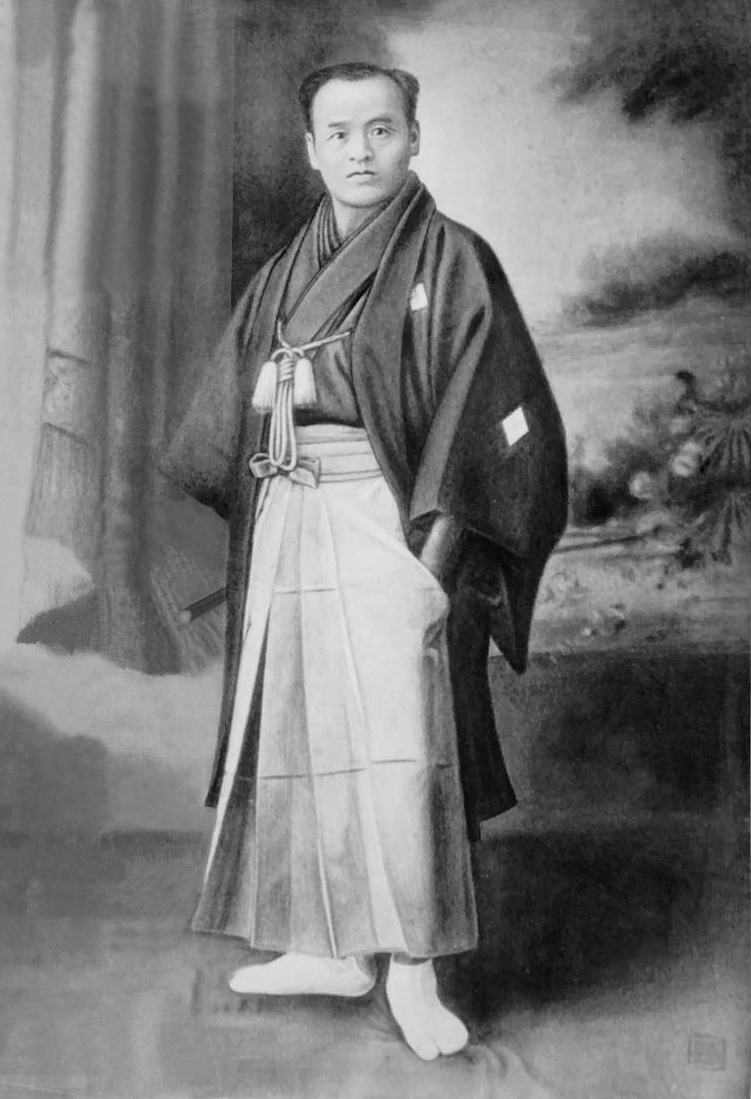
Takeda Sōkaku

Ueshiba phát triển Aikido chủ yếu vào cuối những năm 1920 cho tới những năm 1930 qua sự tổng hợp các môn võ thuật lâu đời hơn mà ông đã nghiên cứu. Bộ môn võ thuật chính khởi phát của Aikido là Daitō-ryū aiki-jūjutsu, mà Ueshiba học trực tiếp với Takeda Sōkaku, người sáng lập ra môn võ này. Ngoài ra, Ueshiba cũng đã học Tenjin Shin'yō-ryū với Tozawa Tokusaburō (戸沢 徳三郎, 1848–1912) ở Tokyo vào năm 1901, Gotōha Yagyū Shingan-ryū với Nakai Masakatsu ở Sakai từ 1903 tới 1908, và judo với Takagi Kiyoichi (高木 喜代市, 1894–1972) ở Tanabe năm 1911.
Võ thuật Daitō-ryū là nguồn có ảnh hưởng kỹ thuật chính đến Aikido. Cùng với các kĩ thuật ném tay không và khóa khớp, Ueshiba kết hợp với việc luyện tập di chuyển có vũ khí, như là giáo (yari), gậy ngắn (jō), và có lẽ là cả lưỡi lê (銃剣 (súng kiếm) jūken). Tuy nhiên, Aikido phát triển phần lớn các cấu trúc đòn đánh từ bộ môn Kiếm thuật (kenjutsu).
Ueshiba chuyển tới Hokkaidō năm 1912, và bắt đầu luyện tập dưới sự giảng dạy của Takeda Sokaku vào năm 1915. Việc học chính thức Daitō-ryū tiếp tục cho đến năm 1937. Tuy nhiên, trong giai đoạn về sau, Ueshiba bắt đầu xa rời Takeda và bộ môn Daitō-ryū. Vào thời điểm đó, Ueshiba bắt đầu đề cập đến võ thuật của mình với tên gọi "Aiki Budō". Không rõ chính xác khi nào Ueshiba bắt đầu sử dụng tên gọi "Aikido", nhưng nó đã trở thành tên chính thức của bộ môn võ thuật vào năm 1942, khi Hiệp hội Đạo đức Võ đường Đại Nhật Bản (Dai Nippon Butoku Kai) tham gia vào một nỗ lực tái tổ chức và tập trung hoá võ thuật Nhật Bản dưới sự tài trợ của chính phủ.

### Ảnh hưởng về tôn giáo

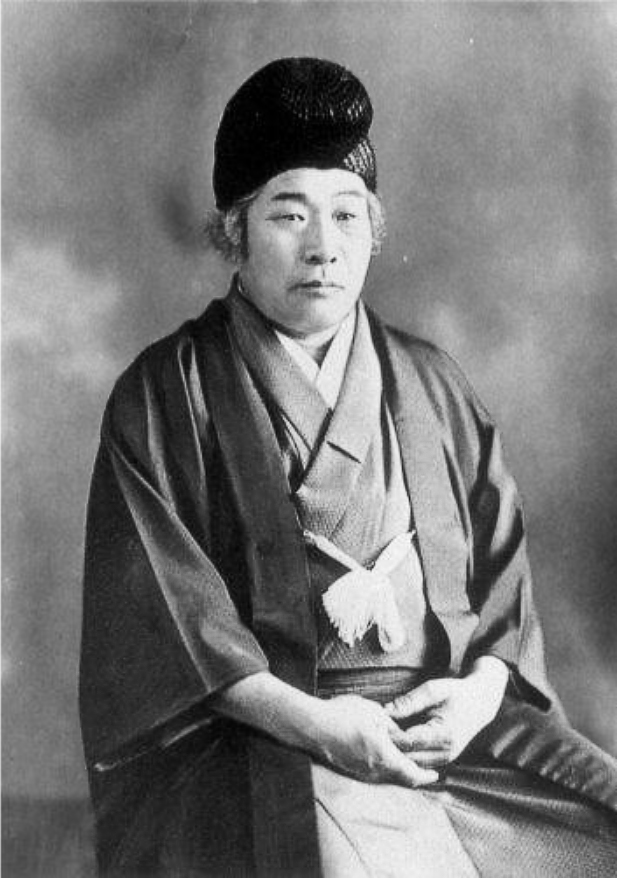
Onisaburo Deguchi

Sau khi Ueshiba rời Hokkaidō năm 1919, ông đã diện kiến và chịu ảnh hưởng lớn từ Deguchi Onisaburō, giáo chủ của đạo Ōmoto-kyō (một phong trào tân Thần đạo) ở Ayabe. Một trong những đặc điểm chủ yếu của Ōmoto-kyō là sự nhấn mạnh việc đạt được cõi hoàn hảo trong một đời người. Điều này tạo ảnh hưởng lớn đến triết lý võ thuật của Ueshiba về rộng mở tình yêu thương và sự cảm thông, đặc biệt đối với những ai có ý muốn làm hại người khác. Aikido thể hiện triết lý này trong sự nhấn mạnh việc làm chủ võ thuật để có thể nhận lấy đòn tấn công và chuyển hướng nó đi một cách vô hại. Trong một trường hợp lý tưởng, không chỉ người nhận vô hại, mà cả người tấn công cũng không bị tổn thương.
Ngoài những ảnh hưởng đến sự phát triển đời sống tinh thần của mình, mối quan hệ với Deguchi đã cho phép Ueshiba gia nhập vào các đoàn thể chính trị và quân sự ưu tú với tư cách một võ sư. Nhờ kết quả của sự tiếp xúc này, ông đã thu hút được không chỉ hậu thuẫn về mặt tài chính mà cả những võ sinh có năng khiếu. Một số trong số các võ sinh này sẽ tự tìm thấy phong cách Aikido của riêng mình.

### Phổ biến quốc tế
Aikido lần đầu được truyền bá tới phương Tây vào năm 1951 bởi Mochizuki Minoru khi viếng thăm Pháp, nơi ông giới thiệu các kỹ thuật Aikido cho các võ sinh judo. Theo sau ông là Abe Tadashi năm 1952, người trở thành đại diện chính thức của Aikikai Hombu, ở lại Pháp trong bảy năm. Tomiki Kenji đi lưu diễn cùng một đoàn đại biểu các võ sư từ các môn võ khác nhau từ 15 tiểu bang của Hoa Kỳ lục địa năm 1953. Cuối năm đó, Tōhei Kōichi được gửi bởi Aikikai Hombu tới Hawaii trong một năm tròn, nơi ông lập nên một vài dojo. Chuyến đi này đã được tiếp nối bởi một số chuyến thăm khác và được coi là sự giới thiệu chính thức của Aikido đến Hoa Kỳ. Việc truyền bá tiếp tục với Vương quốc Anh vào năm 1955; Italy vào năm 1964 bởi Tada Hiroshi; và Đức vào năm 1965 bởi Katsuaki Asai. Người được chỉ định là "Đại diện chính thức của Châu Âu và Châu Phi" bởi Ueshiba Morihei, Noro Masamichi đã đến Pháp vào tháng 9 năm 1961. Sugano Seiichi được bổ nhiệm để giới thiệu Aikido tới Úc vào năm 1965. Ngày nay, có rất nhiều dojo về Aikido trên toàn thế giới.

### Sự hình thành các hệ phái
Tổ chức Aikido lớn nhất là Quỹ Aikikai, nơi vẫn còn nằm dưới sự kiểm soát của gia đình Ueshiba. Tuy nhiên, Aikido có nhiều hệ phái, chủ yếu là do các môn sinh chính của Ueshiba Morihei thành lập.
Các hệ phái độc lập xuất hiện sớm nhất là Yoseikan Aikido, khởi xướng bởi Mochizuki Minoru năm 1931, Yoshinkan Aikido, thành lập bởi Shioda Gōzō năm 1955, và Shodokan Aikido, thành lập bởi Tomiki Kenji năm 1967. Sự xuất hiện của những phong cách này diễn ra trước khi Ueshiba qua đời, và đã không gây ra bất kỳ biến động lớn nào khi chúng được chính thức hóa. Shodokan Aikido, tuy nhiên, đã gây tranh cãi, vì nó đã giới thiệu một hệ thống thi đấu độc đáo dựa trên các điều luật mà một số người cảm thấy trái với tinh thần của Aikido.
Sau sự qua đời của Ueshiba vào năm 1969, hai phong cách chính khác đã xuất hiện. Sự tranh cãi quan trọng đã nảy sinh với sự ra đi của huấn luyện viên trưởng Aikikai Hombu Dojo là Tōhei Kōichi, vào năm 1974. Tohei rời đi do sự bất đồng ý kiến với con trai của người sáng lập, Ueshiba Kisshomaru, người lúc đó đứng đầu tổ chức Aikikai. Sự bất đồng ý kiến chủ yếu nằm ở vai trò đặc biệt của việc phát triển ki trong việc huấn luyện Aikido thông thường. Sau khi Tohei rời đi, ông đã tạo ra phong cách riêng của mình, gọi là Shin Shin Toitsu Aikido, và tổ chức điều hành nó, Ki Society (Ki no Kenkyūkai).
Một hệ phái chính cuối cùng phát triển từ quãng thời gian nghỉ hưu của Ueshiba tại Iwama, Ibaraki và phương pháp giảng dạy của môn sinh lâu năm Saitō Morihiro. Nó được gọi một cách không chính thức là "hệ phái Iwama", và tại một thời điểm, một số người theo luyện tập đã thành lập một mạng lưới lỏng lẻo của các môn phái mà họ gọi là Iwama Ryu. Mặc dù các võ sinh theo phong cách Iwama vẫn là một phần của Aikikai cho đến khi Saito qua đời vào năm 2002, những người theo Saito sau đó phân chia thành hai nhóm. Một nhóm ở lại với Aikikai, và nhóm còn lại thành lập tổ chức độc lập Shinshin Aikishuren Kai vào năm 2004 xung quanh con trai Saito là Saitō Hitohiro.
Ngày nay, mỗi hệ phái chính của Aikido đều được điều hành bởi một tổ chức quản lý riêng biệt, có các trụ sở riêng (本部道場 honbu dōjō) của mình tại Nhật Bản, và có tầm cỡ quốc tế.

## Ki

Đây là mẫu tự kanji cho ki cho tới năm 1946, khi nó được thay đổi thành 気.

Nghiên cứu về ki là một phần quan trọng của Aikido, và việc nghiên cứu về ki không coi trọng việc được phân loại đào tạo về "thể chất" hay "tinh thần", vì nó bao gồm cả hai lĩnh vực này. Mẫu tự kanji cho ki thường được viết là 気. Nó từng được viết là 氣 cho tới cuộc cải cách chữ viết sau Thế chiến II, và hình thức cũ này vẫn được thấy trong các dịp đặc biệt.
Kí tự cho ki được sử dụng trong các thuật ngữ hàng ngày trong tiếng Nhật, chẳng hạn như "sức khoẻ" (元気 genki), hoặc "nhút nhát" (内気 uchiki). Ki có nhiều ý nghĩa, bao gồm "khí thế" (ambience), "suy nghĩ" (mind), "tâm trạng" (mood), và "chủ ý" (intention), tuy nhiên trong võ thuật truyền thống, nó thường được sử dụng để chỉ "năng lượng sống". Yoshinkan Aikido của Shioda Gōzō được coi là một trong những "hệ phái bảo thủ", phần lớn theo các giáo lý của Ueshiba từ trước Thế chiến thứ hai, và phỏng đoán rằng bí mật của ki nằm trong thời gian và việc áp dụng sức mạnh của toàn bộ cơ thể đến một điểm duy nhất. Trong những năm sau đó, việc sử dụng ki trong Aikido của Ueshiba đã mang lại cảm giác nhẹ nhàng hơn. Đó là khái niệm Takemusu Aiki của ông, và nhiều môn sinh sau này đã dạy về ki từ quan điểm này. Ki Society của Tōhei Kōichi tập trung hầu hết vào nghiên cứu về kinh nghiệm thực nghiệm (mặc dù là chủ quan) về ki với các môn sinh được xếp hạng riêng về kỹ thuật Aikido và phát triển về ki.

## Tập luyện
Trong Aikido, cũng như trong tất cả các môn võ thuật Nhật Bản khác, có cả các khía cạnh đào tạo về mặt thể chất và tinh thần. Việc luyện tập thể chất trong Aikido rất phong phú, bao gồm cả luyện tập thể chất và trau dồi kinh nghiệm nói chung, cũng như các kĩ thuật đặc biệt. Bởi vì một phần quan trọng trong việc luyện tập Aikido luôn bao gồm đòn ném đối thủ, nên điều đầu tiên môn sinh cần học là làm thế nào để ngã hoặc lăn an toàn. Các kĩ thuật đánh đặc biệt bao gồm đánh và nắm; các kĩ thuật phòng thủ bao gồm ném và khóa. Sau khi học xong các kĩ thuật cơ bản, môn sinh bắt đầu tập phòng thủ tự do chống lại nhiều đối thủ, và trong nhiều trường hợp là các kĩ thuật với vũ khí.

### Thể chất

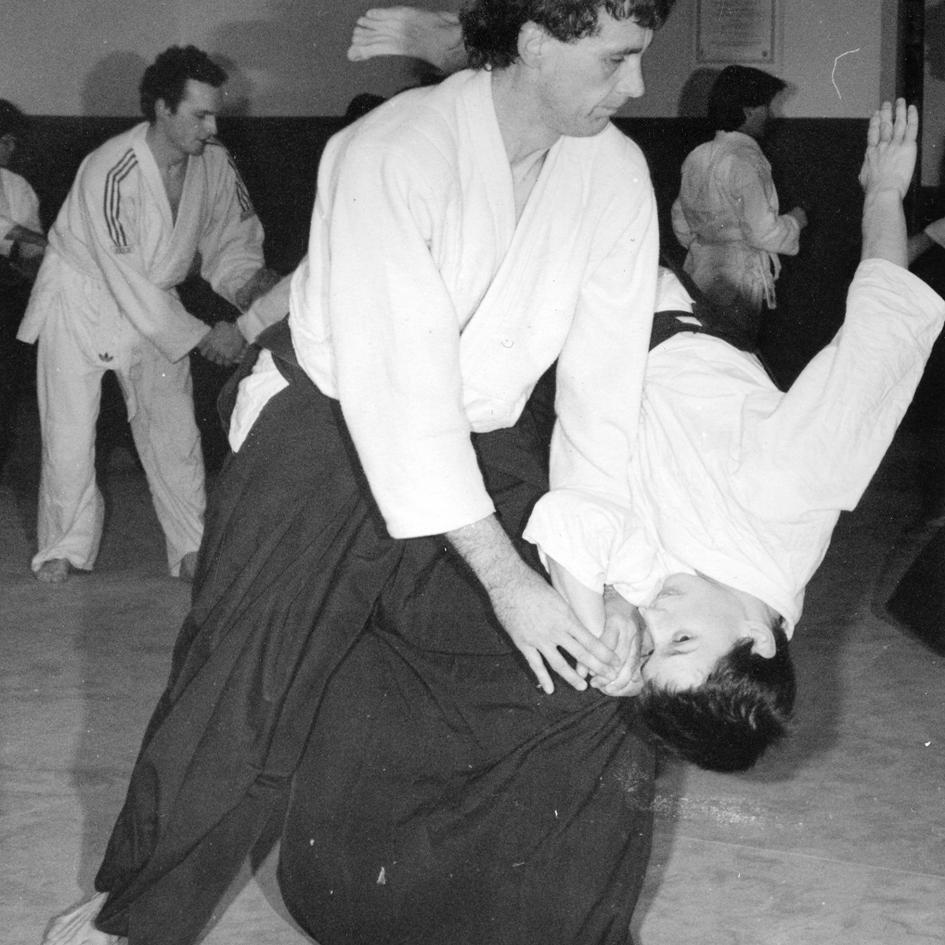
Ukemi (受け身) rất quan trọng đối với việc thực hiện an toàn

Mục tiêu luyện tập thể chất trong Aikido là điều hòa thư giãn, linh hoạt, sự bền bỉ, cũng như điều chỉnh vận động đúng của các khớp xương như hông, vai, chứ không chú trọng đến việc tập luyện sức mạnh. Trong các kĩ thuật Aikido, các chuyển động đẩy hoặc di chuyển mở rộng thông dụng hơn nhiều so với chuyển động kéo hoặc di chuyển thu lại như trong các môn võ khác, và sự khác biệt này có thể áp dụng cho các mục đích luyện tập thể chất nói chung của các môn sinh Aikido.
Trong Aikido, các cơ hoặc nhóm cơ cụ thể không bị tách ra và hoạt động để cải thiện độ cứng, khối lượng hoặc sức mạnh. Các hoạt động luyện tập liên quan đến Aikido chú trọng đến việc phối hợp chuyển động và cân bằng toàn thân, gần giống với yoga hay uốn dẻo. Ví dụ, rất nhiều dojo bắt đầu lớp học bằng bài tập khởi động (準備体操 junbi taisō), có thể là kéo giãn cơ hoặc ukemi (ngã để nghỉ).

### Vai trò củaukevànage
Việc luyện tập Aikido phần lớn dựa trên việc hai đối tác thực hành các động tác mẫu (kata) được sắp xếp trước, chứ không phải là luyện tập tự do. Một kiểu cơ bản là để người nhận kỹ thuật (uke - nghĩa đen là "người chấp nhận và ngã", còn gọi là aite - nghĩa đen là "người cho mượn tay") bắt đầu một cuộc tấn công chống lại người áp dụng kỹ thuật—tori (取り), shi (仕) hoặc shite (仕手) (tùy theo phong cách Aikido), còn được gọi là nage (投げ) (khi áp dụng một kỹ thuật ném), người vô hiệu hóa đòn tấn công này bằng một kĩ thuật aikido.
Cả hai nửa của kĩ thuật đó, của uke và của nage, được coi là căn bản và cần thiết trong việc luyện tập Aikido. Cả hai phải luyện tập các nguyên tắc Aikido về hòa hợp và thích ứng. Tori học cách hòa hợp và kiểm soát năng lượng tấn công, trong khi uke học cách trở nên bình tĩnh và linh hoạt trong thế bất lợi, các vị trí mất thăng bằng mà tori gây ra. Sự "nhận lấy" đòn đánh được gọi là ukemi. Uke liên tục tìm cách lấy lại thăng bằng và che đi phần sơ hở (ví dụ như hở sườn), trong khi tori sử dụng vị trí và thời điểm để làm uke mất thăng bằng và có thể bị tổn thương. Trong các bài tập cao hơn, uke thỉnh thoảng sử dụng các kĩ thuật ngược (kaeshi-waza) để lấy lại thăng bằng và khóa hoặc ném tori.
Ukemi (受身) đề cập đến hành động tiếp nhận kỹ thuật. Ukemi tốt liên quan đến sự chú ý đến kỹ thuật, đối tác và môi trường ngay trước mặt—đó là một sự tiếp nhận chủ động, chứ không phải là thụ động trong Aikido. Bản thân việc ngã là một phần của Aikido, và là một cách để môn sinh tiếp nhận, một cách an toàn, điều nếu diễn ra theo hướng ngược lại sẽ là một đòn tấn công hoặc đòn ném gây hại đến bản thân.

### Tấn công ban đầu
Các kỹ thuật Aikido thường là một biện pháp để chống lại một cuộc tấn công, do đó môn sinh phải học cách đưa ra nhiều kiểu tấn công khác nhau để có thể thực hành Aikido với một đối tác. Mặc dù các đòn tấn công không được nghiên cứu kỹ lưỡng như trong các môn võ dựa trên các đòn đánh, nhưng cần phải có những cuộc tấn công giống thật (một cú đánh mạnh hoặc một đòn nắm chắc) để nghiên cứu việc áp dụng kỹ thuật một cách đúng đắn và hiệu quả.
Rất nhiều đòn đánh (打ち uchi) của Aikido thường được xem là tương tự đòn chém của kiếm hoặc một vật cầm nắm được khác, có thể thấy nguồn gốc các kĩ thuật là từ việc chiến đấu có vũ trang. Các kĩ thuật khác có hình thức rõ ràng giống một cú đấm (tsuki), cũng được luyện tập giống như việc xô mạnh vào với kiếm hoặc dao. Các đòn đá thường là dành cho các biến tướng ở trình độ cao; lý do vì việc ngã sau một đòn đá là đặc biệt nguy hiểm, và đòn đá (đặc biệt là cú đá cao) không thông dụng trong các trận chiến thời phong kiến Nhật Bản. Một số đòn tấn công cơ bản bao gồm:
- Chém chính diện (正面打ち shōmen'uchi?), một đòn chém dọc bằng cạnh bàn tay vào đầu. Trong quá trình tập luyện, nó thường hướng vào trán hoặc đỉnh đầu để an toàn, nhưng các phiên bản nguy hiểm hơn của cuộc tấn công này nhắm vào sống mũi và xoang hàm trên.
- Chém cạnh đầu (横面打ち yokomen'uchi?), một đòn chém chéo vào cạnh đầu hoặc cổ.
- Đấm ngực (胸突き mune-tsuki?), một cú đấm vào thân trên. Các mục tiêu đặc biệt bao gồm ngực, bụng, và bụng dưới (mạng lưới dây thần kinh nằm ở bụng dưới, gần dạ dày). Cũng giống như "đấm trung đẳng" (中段突き chūdan-tsuki?), và "đấm trực tiếp" (直突き choku-tsuki?).
- Đấm mặt (顔面突き ganmen-tsuki?), một cú đấm vào mặt. Cũng như "đấm thượng đẳng" (上段突き jōdan-tsuki?).

Người mới luyện tập thường tập các kĩ thuật từ các đòn nắm, bởi nó an toàn hơn và giúp người tập dễ dàng cảm nhận dòng năng lượng và hướng của lực nắm hơn là một đòn đánh. Trong lịch sử, một số tư thế nắm được phát triển từ việc bị giữ trong khi cố gắng cướp vũ khí; một kỹ thuật sau đó được sử dụng để thoát ra và làm bất động hoặc tấn công người nắm. Một số ví dụ về các đòn nắm cơ bản:
- Nắm một tay (片手取り katate-dori?), một tay nắm một cổ tay.
- Nắm cả hai tay (諸手取り morote-dori?), hai tay nắm một cổ tay. Cũng giống như "Nắm một tay với hai tay" (片手両手取り katateryōte-dori?)
- Nắm hai tay (両手取り ryōte-dori?), hai tay nắm hai cổ tay. Cũng giống như "Nắm hai tay với hai tay" (両片手取り ryōkatate-dori?).
- Nắm vai (肩取り kata-dori?), tư thế nắm vai. "Nắm hai vai" là ryōkata-dori (両肩取り?). Đôi khi nó kết hợp với một đòn từ trên đỉnh đầu là Chém vào mặt từ nắm vai (肩取り面打ち kata-dori men-uchi?).
- Nắm ngực (胸取り mune-dori?), nắm phần ngực (áo). Cũng giống như "nắm cổ áo" (襟取り eri-dori?).

### Các kỹ thuật căn bản
Sau đây là một mẫu các đòn ném và khóa cơ bản được luyện tập nhiều. Nhiều trong số những kỹ thuật này bắt nguồn từ Daitō-ryū Aiki-jūjutsu, nhưng một số kỹ thuật khác đã được phát minh bởi Ueshiba Morihei. Thuật ngữ có thể thay đổi tùy vào các tổ chức và loại Aikido, vì vậy những tên gọi sau đây là các thuật ngữ được sử dụng bởi Tổ chức Aikikai. Chú ý rằng, mặc dù tên của năm đòn đầu tiên được liệt kê ra, chúng không phải lúc nào cũng được dạy theo trình tự như vậy.
- Lược đồ đòn ikkyō, hay "Đòn số một". Yonkyō có cùng cách thức đánh, nhưng tay trên nắm cẳng tay thay vì nắm cùi trỏ.Đòn thứ nhất (一教 ikkyō?), một đòn kiểm soát, đặt một tay lên củi trỏ và một tay gần cổ tay để đẩy uke xuống đất.[31] Tư thế nắm này cũng gây ra áp lực lên dây thần kinh xương trụ ở cổ tay.

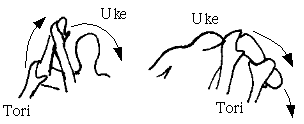
Lược đồ đòn ikkyō, hay "Đòn số một". Yonkyō có cùng cách thức đánh, nhưng tay trên nắm cẳng tay thay vì nắm cùi trỏ.

- Đòn thứ hai (二教 nikyō?), một đòn [[Kote mawashi|khóa úp cổ tay]] làm vặn tay và gây áp lực đau đớn lên dây thần kinh. (Có một đòn [[Khóa cổ tay#Khóa khép cổ tay|khóa khép cổ tay]] hoặc khoá chữ chi (Z-lock) trong phiên bản ura.)
- Đòn thứ ba (三教 sankyō?), một đòn vặn hướng xoắn lên điều khiển sức căng của toàn bộ cánh tay, khuỷu tay và vai.
- Đòn thứ tư (四教 yonkyō?), kiểm soát vai tương tự ikkyō, nhưng với cả hai tay giữ cẳng tay. Các khớp nối (từ phía lòng bàn tay) được áp vào dây thần kinh quay của người nhận chống lại màng xương của xương cẳng tay.[32]
- Đòn thứ năm (五教 gokyō?), một biến thể của ikkyō, trong đó tay nắm cổ tay ngược, chuyển động xoay trong của bàn tay và vai, và áp lực từ trên xuống khuỷu tay. Thông dụng trong tantō và các đòn tước vũ khí khác.
- Ném bốn hướng (四方投げ shihōnage?), bàn tay bị gập lại ra sau vai, khóa khớp vai.
- Phản đòn cẳng tay (小手返し kotegaeshi?), một đòn ném-khóa lật ngửa cổ tay kéo giãn cơ duỗi các ngón tay (extensor digitorum).
- Ném thở (呼吸投げ kokyūnage?), một thuật ngữ được sử dụng chung cho các loại kỹ thuật không liên quan đến cơ học, mặc dù chúng thường không sử dụng khóa khớp như các kỹ thuật khác.[33]
- Ném tiến vào (入身投げ iriminage?), đòn ném mà trong đó nage di chuyển vào nơi uke đứng. Hình thức cổ điển có bề ngoài giống với "dây phơi quần áo"
- Ném thiên-địa (天地投げ tenchinage?), bắt đầu bằng ryōte-dori; tiến lên phía trước, nage luồn một tay xuống thấp ("địa") và một tay đưa lên cao ("thiên"), làm uke mất thăng bằng để khiến đối thủ dễ dàng bị ngã.
- Ném hông (腰投げ koshinage?), phiên bản Aikido của đòn ném hông (koshi-waza) trong judo. Nage hạ thấp hông hơn uke, sau đó bẩy uke lên trên điểm tựa hợp lực.
- Ném thập tự (十字投げ jūjinage?) hoặc đan thập tự (十字絡み jūjigarami?), một đòn ném mà khóa tay lại với nhau (kanji cho "số mười (10)" là một hình chữ thập (十)).[34]
- Ném xoay (回転投げ kaitennage?), nage hất mạnh cánh tay ra sau cho tới khi khóa được khớp vai, sau đó sử dụng áp lực lên phía trước để ném.[35]

### Thực hiện
Aikido là một bộ môn võ thuật nghiêng về phòng thủ. Nó dùng thân pháp (tai sabaki) để hoà hợp với uke. Ví dụ, một đòn "tiến vào" (入身 irimi) bao gồm việc di chuyển tiến vào phía trong của uke, trong khi một đòn "xoay" (転換 tenkan) sử dụng chuyển động quay quanh chân trụ.
Ngoài ra, một đòn "bên trong" (内 uchi) được thực hiện ở phía trước uke, trong khi một đòn "bên ngoài" (外 soto) được thực hiện ở bên cạnh uke; một đòn "phía trước" (表 omote) được thực hiện cùng với sự di chuyển vào phía trước uke, và một phiên bản "phía sau" (裏 ura) được thực hiện cùng với sự di chuyển vào phía sau uke, thường là bằng sự kết hợp chuyển động xoay hoặc quay quanh chân trụ. Cuối cùng, phần lớn các đòn có thể được thực hiện ở tư thế ngồi (seiza). Các kỹ thuật mà cả uke và tori đang đứng đều được gọi là tachi-waza, kỹ thuật mà cả hai bắt đầu ở tư thế ngồi seiza gọi là suwari-waza, và các kỹ thuật được thực hiện với uke đứng và tori ngồi được gọi là hanmi handachi (半身半立).

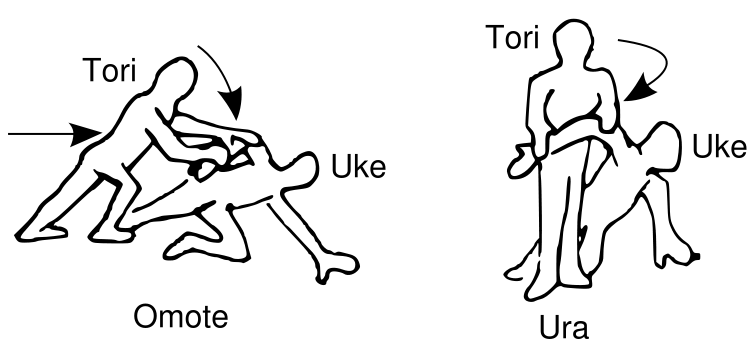
Lược đồ cách thực hiện đòn ikkyō ở dạng omote và ura.

Do đó, chỉ từ ít hơn hai chục kỹ thuật cơ bản, có đến hàng nghìn cách thực hiện khác nhau. Ví dụ, ikkyō có thể được thực hiện đối với đối thủ đang tiến lên phía trước với một cú đánh (có thể với loại di chuyển ura để chuyển hướng lực tới), hoặc với một đối thủ vừa thực hiện đòn đánh và đang quay lại để thiết lập khoảng cách (có thể là một phiên bản omote-waza). Các động tác Aikido kata cụ thể thường được gọi tên theo công thức "sự tấn công—kỹ thuật (—đòn hoá giải)". Ví dụ, katate-dori ikkyō đề cập đến bất kỳ kỹ thuật ikkyō nào được thực hiện khi uke đang nắm một cổ tay. Kỹ thuật này có thể được xác định cụ thể hơn như katate-dori ikkyō omote, đề cập đến bất kỳ kỹ thuật ikkyō nào di chuyển về phía trước từ đòn nắm đó.
Atemi (当て身) là các miếng đánh (hoặc động tác nhử) được sử dụng trong các đòn Aikido. Một số người coi atemi là các đòn đánh vào các huyệt đạo, có nghĩa là gây ra tổn thương bên trong họ và cho bản thân họ. Ví dụ, Shioda Gōzō đã mô tả việc sử dụng atemi trong một cuộc ẩu đả để nhanh chóng hạ gục một đại ca băng nhóm đường phố. Một số khác coi atemi, đặc biệt là vào mặt, là các phương pháp làm mất tập trung đối phương để thực hiện các đòn khác. Một đòn đánh, cho dù có đỡ được hay không, có thể làm uke giật mình và mất tập trung. Đối phương còn có thể bị mất thăng bằng khi né đòn, ví dụ khi uke giật đầu về phía sau, thì sẽ rất thuận lợi cho việc ném uke đi.
Nhiều câu nói về atemi được cho là từ Ueshiba Morihei, người coi chúng là một yếu tố thiết yếu của kỹ thuật.

### Vũ khí

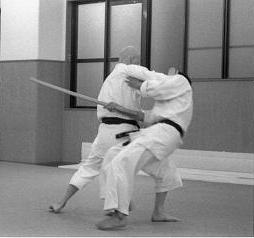
Tước vũ khí sử dụng đòn "cướp kiếm" (太刀取り, tachi-dori)

Luyện tập vũ khí trong Aikido theo truyền thống bao gồm gậy ngắn (jō), kiếm gỗ (bokken), và dao (tantō). Ngày nay, một vài trường phái cũng đã kết hợp các kĩ thuật cướp súng cầm tay. Cả động tác cướp vũ khí và kiểm soát vũ khí đều được dạy, để hoàn chỉnh khía cạnh vũ trang và phi vũ trang, mặc dù một số trường phái Aikido không hề luyện tập với vũ khí. Những trường phái khác, như hệ phái Iwama của Saitō Morihiro, thường luyện tập phần lớn thời gian với bokken và jō, dùng các tên aiki-ken, và aiki-jō, tương ứng.
Người sáng lập đã phát triển phần lớn các kỹ thuật Aikido tay không từ các cách di chuyển truyền thống khi sử dụng kiếm và gậy, vì vậy việc luyện tập các bước di chuyển này thường dành cho mục đích cảm nhận về nguồn gốc của kỹ thuật và bước di chuyển, và củng cố các khái niệm về khoảng cách, thời gian, di chuyển bàn chân, sự có mặt và liên kết với (những) đối tác luyện tập của mỗi người.

### Tấn công nhiều người vàrandori
Một đặc trưng của Aikido là việc luyện tập để bảo vệ mình chống lại nhiều kẻ tấn công cùng lúc, thường gọi là taninzudori, hoặc taninzugake. Tự do thực hành với nhiều người tấn công, gọi là randori (乱取) hoặc jiyūwaza (自由技), là một phần quan trọng của hầu hết các chương trình giảng dạy và được yêu cầu luyện tập cho cấp bậc cao hơn. Randori rèn luyện khả năng của con người để thực hiện theo trực giác các kỹ thuật trong một môi trường phi cấu trúc (không có cấu trúc chính thức). Sự lựa chọn có tính chiến lược về kỹ thuật, dựa trên cách họ định vị lại môn sinh so với những kẻ tấn công khác, là rất quan trọng trong việc đào tạo randori. Chẳng hạn, một kỹ thuật ura có thể được sử dụng để vô hiệu hoá kẻ tấn công hiện tại trong khi xoay sang đối mặt với kẻ tấn công đang tiếp cận từ phía sau.
Trong Shodokan Aikido, randori tỏ ra khác biệt với việc không được thực hiện với nhiều người với vai trò xác định của người bảo vệ và kẻ tấn công, mà giữa hai người, khi cả hai người tham gia tấn công, bảo vệ và phản công theo ý muốn. Về mặt này, nó giống với randori của judo.

### Chấn thương
Trong việc áp dụng một kỹ thuật trong quá trình huấn luyện, trách nhiệm của tori là tránh làm bị thương uke bằng cách sử dụng tốc độ và lực đánh phù hợp với trình độ của đối phương trong ukemi. Thương tích (đặc biệt đối với khớp), khi xảy ra trong Aikido, thường là kết quả do việc tori đánh giá sai khả năng của uke khi nhận đòn ném hoặc khóa.
Một nghiên cứu về chấn thương trong võ thuật cho thấy các loại hình chấn thương tỏ ra khác nhau đáng kể giữa các loại hình võ thuật.
Các tổn thương mô mềm là một trong những loại thương tích phổ biến nhất được tìm thấy trong Aikido, cũng như bong gân khớp, hay ngón tay và ngón chân bị vấp. Một số tử vong từ chấn thương đầu cổ, gây ra bởi động tác shihōnage nhằm gây hấn trong một bối cảnh bắt nạt senpai/kōhai, đã được ghi chép lại.

### Luyện tập về tinh thần
Việc luyện tập Aikido bao gồm cả về tinh thần cũng như thể chất, nhấn mạnh khả năng thư giãn tâm trí và thể xác ngay cả dưới áp lực của tình huống nguy hiểm. Điều này là cần thiết, nhằm giúp người luyện tập có thể thực hiện các động tác tiến vào và hoà trộn một cách dũng cảm, điều tạo nền tảng cho các kỹ thuật Aikido, trong đó một cuộc tấn công được tiếp nhận với sự tự tin và trực diện. Ueshiba Morihei đã từng nhận xét rằng một người "phải sẵn sàng nhận về 99% đòn tấn công và ánh nhìn sát khi của đối phương" để thực hiện các kỹ thuật mà không do dự. Là một môn võ liên quan không chỉ với khả năng chiến đấu mà còn với sự cải thiện cuộc sống hàng ngày, khía cạnh tinh thần này là điều quan trọng nhất đối với các môn sinh Aikido.

## Đồng phục và xếp hạng

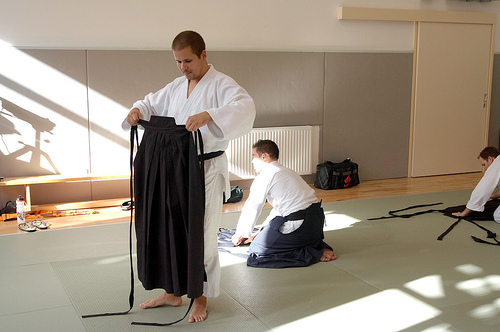
Hakama được gấp lại sau khi luyện tập để để bảo vệ các nếp gấp.

Các môn sinh Aikido (thường được gọi là Aikidōka ở bên ngoài Nhật Bản) thường đạt được tiến bộ thông qua một loạt các "cấp" (kyū), tiếp theo là một loạt các "trình độ" (dan), theo thủ tục kiểm tra chính thức. Một số tổ chức Aikido sử dụng dây đai để phân biệt cấp của các môn sinh, thường đơn giản là đai trắng và đai đen để phân biệt các cấp kyu và dan, mặc dù một số tổ chức sử dụng nhiều màu đai. Các yêu cầu của việc kiểm tra mỗi cấp có sự khác nhau, do đó, một cấp bậc cụ thể trong một tổ chức không thể so sánh hoặc có thể hoán đổi cho nhau bằng cấp bậc khác. Một số dojo không cho phép môn sinh tham gia kiểm tra để có được thứ hạng dan, trừ khi họ đủ 16 tuổi trở lên.
| thứ hạng | đai | màu   | loại                |
| -------- | --- | ----- | ------------------- |
| kyū      |     | trắng | mudansha / yūkyūsha |
| dan      |     | đen   | yūdansha            |

Đồng phục để luyện tập Aikido (Aikidōgi) tương tự như bộ đồng phục luyện tập (keikogi) sử dụng trong hầu hết các loại võ thuật hiện đại khác; gồm quần đơn giản và áo khoác ngoài bao quanh, thường là màu trắng. Cả hai loại áo khoác dày ("phong cách judo"), và mỏng ("phong cách karate") đều được sử dụng. Những loại áo khoác cụ thể có sẵn với tay áo ngắn hơn chạm đến dưới vùng khuỷu tay.
Hầu hết các hệ thống Aikido đều thêm một chiếc quần ống rộng có nếp gấp màu đen hoặc chàm gọi là hakama (cũng được sử dụng trong Kendo và Iaido). Trong nhiều trường phái, việc sử dụng nó được dành riêng cho các môn sinh có thứ hạng (dan) hoặc giảng viên, trong khi những trường phái khác cho phép tất cả các môn sinh mặc hakama bất kể xếp hạng.

## Chỉ trích
Sự chỉ trích thường thấy nhất ở Aikido là ở việc thiếu tính thực tế trong đào tạo. Các cuộc tấn công được khởi xướng bởi uke (và tori phải phòng vệ) đã bị chỉ trích là "yếu đuối", "uỷ mị", và "hơi giống bức biếm hoạ về một đòn tấn công nhiều hơn".
Những đòn tấn công yếu từ uke cho phép phản ứng có điều kiện từ tori, và dẫn đến việc chậm phát triển về các kỹ năng cần thiết cho việc thực hành an toàn và hiệu quả của cả hai đối tác. Để khắc phục vấn đề này, một số phong cách cho phép môn sinh dần ít nương theo bạn tập theo thời gian, nhưng vẫn tuân theo triết lý cốt lõi, điều này được tiến hành sau khi đã chứng minh được trình độ có thể tự bảo vệ mình và đối tác luyện tập của mình. Shodokan Aikido giải quyết vấn đề bằng cách luyện tập ở dạng có tính cạnh tranh thi đấu. Những sự thích ứng như vậy gây tranh cãi giữa các phong cách, với một số cho rằng không cần phải điều chỉnh phương pháp của họ bởi vì những lời phê bình không hợp lý, hoặc họ không được đào tạo để đạt hiệu quả trong tự vệ hoặc chiến đấu, mà là về tinh thần, thể lực hoặc các lý do khác.
Một sự chỉ trích khác liên quan đến thay đổi trong sự chú trọng đào tạo sau khi kết thúc quá trình ở ẩn của Ueshiba ở Iwama từ 1942 tới giữa thập niên 1950, khi ông nhấn mạnh đến khía cạnh tinh thần và triết học của Aikido. Như một kết quả, các đòn đánh vào huyệt đạo bởi tori, nhập thân (irimi) và sự khởi đầu các kỹ thuật bởi tori, sự khác biệt giữa các kỹ thuật omote (phía trước) và ura (phía sau), và việc sử dụng vũ khí, đều bị giảm nhấn mạnh hoặc loại bỏ khỏi tập luyện. Nhiều người luyện tập Aikido cảm thấy việc thiếu sót trong việc đào tạo các lĩnh vực này dẫn đến mất hiệu quả tổng thể.
Trái lại, một số hệ phái Aikido chịu sự chỉ trích vì không chú trọng vào việc luyện tập tâm linh được nhấn mạnh bởi Ueshiba. Theo Shibata Minoru của Aikido Journal, "Aikido của O-Sensei không phải là sự tiếp nối và mở rộng của tuổi già và có sự gián đoạn khác biệt với các khái niệm triết học và võ thuật trong quá khứ." Nghĩa là, các môn sinh Aikido chú trọng vào gốc rễ Aikido từ Jujutsu hoặc Kenjutsu truyền thống đang tách rời từ những gì mà Ueshiba truyền dạy. Những người chỉ trích như vậy thúc giục các môn sinh chấp nhận khẳng định rằng "Sự siêu nghiệm [của Ueshiba] đối với tinh thần và thực tế phổ quát là những nguyên tắc cơ bản của mô hình mà ông đã chứng minh."